# Пічору-Лупулуй
Пічору-Лупулуй (рум. Picioru Lupului) — село у повіті Ясси в Румунії. Входить до складу комуни Чуря.
Село розташоване на відстані 311 км на північ від Бухареста, 13 км на південь від Ясс.

## Населення
За даними перепису населення 2002 року у селі проживала 591 особа, з них 590 осіб (99,8%) румунів. Рідною мовою 590 осіб (99,8%) назвали румунську.